# Milan Klapetek
Milan Klapetek (* 24. Juni 1944 in Velké Tresné) ist ein tschechischer Pfarrer der Böhmischen Brüder-Kirche und Hochschullehrer.

## Leben
Milan Klapetek wurde in dem kleinen mährischen Dorf Velké Tresné geboren. Nach dem Besuch der Volksschule und der Erlangung der Hochschulreife studierte er Evangelische Theologie. Mit der Ablegung eines kirchlichen Examens wurde er am 11. November 1973 zum Pfarrer der Evangelischen Kirche der Böhmischen Brüder ordiniert.
Klapetek erlangte an der Technischen Hochschule von Brno den Abschluss eines Magisters der Theologie. Es folgte ein Lehrauftrag an der Masaryk-Universität von Brünn. Hier wurde er der Leiter der Abteilung Lebenslanges Lernen. Als Professor-Assistent wurde er Gewinner des Award 2000.
Klapetek wurde von den Versammelten der Ersten Christlichen Friedenskonferenz 1960 in ihren Ausschuss zur Fortsetzung der Arbeit der Christlichen Friedenskonferenz gewählt.
Milan Klapetek trat auch als Autor einer theologischen Erzählung hervor, als in der Stadt Hustopece ein außergewöhnliches Denkmal aufgestellt wurde, das die Bedeutung des Laienkelches im Glauben der Böhmischen Brüderkirche zum Gegenstand hat: Das „Weinhefe-Denkmal“. Seine einleitenden Worte bei der Einweihung waren eine Hommage auf die Friedenskraft der Brüderkirche:

„Wir stehen vor einer einzigartigen Plastik, die mit keiner anderen Statue in der Welt zu vergleichen ist. Von Darstellungen entschlossener Männer, die zum Beispiel ein Schwert schwingen oder ein Buch in der Hand halten, wimmelt es auf Marktplätzen in der ganzen Welt. Wir in Hustopece haben aber eine Statue für etwas aufgestellt, das völlig übersehen wird, das aber eine größere Rolle im Leben der Menschheit gespielt hat, als alle diese üblichen Marktplatzverzierungen zusammen. Wir stehen vor einer Plastik der Weinhefe.“

Auch im Bereich der Theater-Regie machte er auf sich aufmerksam, z. B. als die Operette „Der Zigeunerbaron“ 2009 unter seiner Mitwirkung in dem Ort Boleradice aufgeführt wurde.

## Schriften
- Voraussetzungen der christlichen Friedensarbeit in den tschechischen Ländern, Herausgegeben aus Anlass des 30. Jahrestages der Christlichen Friedenskonferenz, Prag 1988; in: Günter Wirth: Zur Geschichte der Christlichen Friedenskonferenz, S. 5–11